# Млечна акула
Млечната акула (Rhizoprionodon acutus) е вид хрущялна риба от семейство Сиви акули (Carcharhinidae).

## Разпространение
Видът е разпространен в Австралия (Западна Австралия, Куинсланд, Нов Южен Уелс и Северна територия), Ангола, Бангладеш, Бахрейн, Бенин, Бруней, Виетнам, Габон, Гамбия, Гана, Гвинея, Гвинея-Бисау, Демократична република Конго, Джибути, Египет, Екваториална Гвинея, Еритрея, Йемен, Индия, Индонезия, Иран, Камбоджа, Камерун, Катар, Кения, Китай, Кот д'Ивоар, Кувейт, Либерия, Мавритания, Мадагаскар, Малайзия, Мианмар, Мозамбик, Нигерия, Обединени арабски емирства, Оман, Пакистан, Папуа Нова Гвинея, Португалия (Мадейра), Провинции в КНР, Сао Томе и Принсипи, Саудитска Арабия, Сенегал, Сиера Леоне, Сингапур, Сомалия, Судан, Тайван, Тайланд, Танзания, Того, Филипини, Шри Ланка, Южна Африка и Япония.